# ألبرت بيون
ألبرت بيون (بالإنجليزية: Albert Pyun)‏ مخرج ومنتج أمريكي من مواليد سنة 1954 في هواي في الولايات المتحدة الأمريكية. بدأ مشواره كمخرج مساعد لأكيرا كوروساوا قبل أن يختص في أفلام الإثارة.

## روابط خارجية
- ألبرت بيون على موقع IMDb (الإنجليزية)
- ألبرت بيون على موقع ألو سيني (الفرنسية)
- ألبرت بيون على موقع أول موفي (الإنجليزية)
- ألبرت بيون على موقع قاعدة بيانات الأفلام السويدية (السويدية)
- ألبرت بيون على موقع إن إن دي بي (الإنجليزية)
- ألبرت بيون على موقع قاعدة بيانات الفيلم (الإنجليزية)
- ألبرت بيون على موقع كينوبويسك (الروسية)
- ألبرت بيون على موقع كينوبويسك (الروسية)